# Eric Singer
Eric Doyle Mensinger, mais conhecido como Eric Singer (Cleveland, 12 de maio de 1958), é um baterista estadunidense.
Eric é conhecido por ter sido o baterista da banda de hard rock Kiss. Passou ainda por artistas como Black Sabbath, Alice Cooper, Badlands, Glamnation, e ao lado de Brian May, Paul Stanley, Gary Moore, Gilby Clarke, Lita Ford, Doro Pesch.
Atuamente divide seu tempo tocando com Alice Cooper, a banda solo de Gene Simmons e seu projeto "solo" ESP (Eric Singer Project) onde toca junto com Bruce Kulick (ex-Kiss), John Corabi (ex-Mötley Crüe) e Chuck Garric (Alice Cooper).

## Biografia
Aprendeu a tocar bateria cedo, aos 11 anos de idade, e fez poucas aulas, intitulando-se autodidata. Entretanto, é mencionado como um dos bateristas mais técnicos do hard rock.

### Carreira
Após se formar no ensino médio, passou a tocar profissionalmente em bandas cover na região de Cleveland. Sua primeira banda autoral era uma banda local de Cleveland, chamada Beau Coup. Começou a se destacar quando foi o terceiro colocado de um concurso Drum Off do baterista Carmine Appice e em 1985 foi convidado por Brenda Lee Holiday para participar de um vídeo da Playboy chamado ‘Girls of Rock & Roll’, que traz uma performance de Brenda para a música "I’m the Other Woman".
Assim, Eric Singer foi indicado primeiro para a banda de Lita Ford, que estava perdendo seu baterista, Randy Castillo, para Ozzy Osbourne. Como Lita estava em um relacionamento com Tony Iommi, este conheceu seu trabalho e o levou para sua banda.
Em 1986, gravou o CD, que a princípio, seria um solo de Tony Iommi, mas foi integrado como um álbum do Black Sabbath, intitulado Seventh Star. Neste trabalho, Eric já mostrava sua pegada e técnica em faixas como "In For The Kill" e "Turn To Stone". Eric saiu da banda durante a produção de The Eternal Idol em 1987, junto do baixista Bob Daisley, embora seus registros tenham sido mantidos.
Na sequencia, a dupla foi parar na banda solo de Gary Moore, mas não gravaram nada em estúdio.
Em 1989, Eric grava o álbum de "debut" do Badlands, intitulado Badlands, com Jake E. Lee (ex-Ozzy Osbourne) na guitarra e o álbum acaba muito bem aceito. Lançado em 11 de maio de 1989, atingiu a posição 57 da Billboard, vendendo quase meio milhão de cópias nos Estados Unidos. A turnê foi iniciada em junho no Japão, em arenas com capacidade para até 5 mil pessoas, e se estendeu até fevereiro de 1990, incluindo datas pelos EUA ao lado de nomes como Great White e Tesla. Ainda naquele mês, Eric Singer seria demitido “por divergências empresariais”.
Ainda no mesmo ano, Eric Singer é convidado para sair em turnê com Paul Stanley (Kiss) e tem seu trabalho muito bem reconhecido por Paul que mais tarde, em 1992, após a morte do baterista Eric Carr, o convida para ingressar no Kiss.

Maquiagem usada por Eric Singer no Kiss, a mesma de Peter Criss

No Kiss, Eric grava o álbum Revenge, e mais tarde o Alive III. Após, Eric entra em tour mundial com o Kiss divulgando o álbum KISS My Ass: Classic Kiss Regrooved, e chega a tocar em São Paulo, no festival Philips Monsters of Rock, em 1994.
Já em 1996, Eric grava o CD Kiss Unplugged, que acaba sendo um sucesso. Por isso, no mesmo é "demitido" da banda, que anuncia uma Reunion Tour (entretanto, 1 ano depois, Eric viria a gravar com o Kiss, o álbum Carnival Of Souls: The Final Sessions que não contou com muita dedicação de Paul Stanley e Gene Simmons, que queriam era voltar a usar as 'make-ups' e sair em tournê).
Eric então grava diversos álbuns com Gilby Clarke (ex-Guns n' Roses) e Stream. Em 1998, tocou na The Brian May Band, comandada pelo guitarrista Brian May (Queen), que promovia o álbum Another World.
Ainda em 1998, finalmente lança seu projeto, o ESP (Eric Singer Project) que teve a participação do amigo Bruce Kulick, John Corabi (The Scream, Mötley Crüe) e Karl Cochran. O quarteto gravou e lançou seu disco de estreia, Lost and Spaced, com material totalmente composto por covers que vão de Aerosmith a Jimi Hendrix, de The Who a Humble Pie. Ace Frehley participa em uma música. Eric também participou do disco tributo à Ace Frehley, Return Of The Comet.
Em 2000 é "fixado" ao Alice Cooper, onde grava o álbum Brutal Planet e logo depois o DVD Brutally Live.
Em 2001, anuncia sua volta ao Kiss, que dura apenas 2 anos, mas usando a caracterização de "The Catman", que é de Peter.
Em 2002 é convidado por Tobias Sammet para participar da metal opera Avantasia, tocando bateria em uma música.
Em 2003, Peter Criss, reassume as baquetas da banda, e Eric volta a fazer tour com Alice. 
Em 2004, Eric novamente é chamado a tocar com o Kiss, e divide-se entre o Kiss e Alice Cooper.
Em setembro de 2019, foi homenageado pelo departamento de polícia de Wharton, Texas, com o título de Cabo Honorário.

## Discografia
- 1986 - Black Sabbath - Seventh Star
- 1987 - Black Sabbath - The Eternal Idol
- 1988 - Drive - Characters In Time
- 1989 - Badlands - Badlands
- 1989 - Black Sabbath - Blackest Sabbath 1971-1987
- 1990 - Bill Ward - Ward One Along the Way
- 1991 - Bill & Ted's Bogus Journey Soundtrack
- 1991 - Alice Cooper - Live at Electric Lady
- 1991 - Alice Cooper - Lost In America Maxi
- 1992 - Brian May - Back to the light
- 1992 - KISS - Revenge
- 1993 - KISS - Alive III
- 1994 - KISS - KISS My Ass
- 1995 - Greg Chaisson - It's About Time
- 1996 - Black Sabbath - The Sabbath Stones
- 1996 - KISS - Kiss Unplugged
- 1997 - KISS - Greatest Hits
- 1997 - KISS - Carnival Of Souls: The Final Sessions
- 1997 - Warren Demartini - Crazy Enough To Sing To You
- 1997 - Gilby Clarke - Hangover
- 1997 - Dragon Attack - A Tribute To Queen
- 1997 - Return of the Comet - A Tribute to Ace Frehley
- 1998 - Stream - Nothing Is Sacred
- 1998 - Gilby Clarke - Rubber
- 1998 - Forever Mod: A Tribute to Rod Stewart
- 1999 - ESP - Lost and Spaced
- 1999 - 28IF
- 1999 - Bootleg Live On Air
- 1999 - Shameless - Backstreet Anthems
- 1999 - Gilby Clarke - 99 Live
- 1999 - Umanary Stew: A Tribute To Alice Cooper
- 1999 - Aerosmith Tribute: Not The Same Old Song & Dance
- 2000 - Kuni - Fucked Up!
- 2000 - Karl Cochran - Voodoo Land
- 2000 - Alice Cooper - Brutal Planet
- 2000 - Little Guitars - A Tribute To Van Halen
- 2000 - John Thayer - Letting Go
- 2000 - Doro - Calling the Wild
- 2000 - Metalized
- 2000 - Bat Head Soup - A Tribute To Ozzy
- 2000 - The Cult = Rare Cult
- 2001 - Metallic Assault - A Tribute To Metallica
- 2001 - Shameless - Queen 4 a Day
- 2001 - Essential Metal Masters
- 2001 - Alice Cooper - Brutal Planet Tour Edition
- 2001 - Frezno Smooth
- 2001 - Stone Cold Queen - Tribute To Queen
- 2001 - Tribute To Aerosmith
- 2002 - Pigs And Pyramids / A Tribute To Pink Floyd (An All Star Lineup Performing - The Songs Of Pink Floyd)
- 2002 - Alice Cooper DragonTown Bonus CD
- 2002 - Gilby Clarke - Swag
- 2002 - Avantasia - The Metal Opera Part II
- 2003 - Chris Catena - Freak Out!
- 2003 - ASH WEDNESDAY - Original Motion Picture Soundtrack
- 2003 - Alice Cooper - The Eyes of Alice Cooper
- 2003 - Derek Sherinian - Black Utopia
- 2004 - Metallic Attack - The Ultimate TributeTo Metallica
- 2004 - 46664: The Mandela Concerts
- 2004 - VOODOOLAND - Give Me Air
- 2004 - Gene Simmons - Asshole
- 2005 - Welcome To The Nightmare An All Star Salute
- 2005 - A Tribute To FRANK MARINO - Secondhand Smoke
- 2005 - MICHAEL SCHENKER - Heavy Hitters
- 2005 - Tim Karr's TRIGGER DADDY Stereosonic Meltdow
- 2006 - Ozzy Osbourne Tribute - Flying High Again
- 2006 - 80s Metal Tribute To Van Halen
- 2006 - Butchering The Beatles - BEATLES Tribute
- 2006 - E.S.P.Live In Japan
- 2007 - SHAMELESS Famous 4 Madness
- 2007 - CHRIS CATENA - Booze, Brawds ..
- 2007 - AVANTASIA Lost In Space Part 1
- 2007 - AVANTASIA Lost In Space Part 2
- 2008 - Avantasia - The Scarecrow
- 2008 - MICHAEL SCHENKER - The Kulick Session
- 2008 - Alice Cooper - Along came a Spider
- 2008 - KISS - Jigoku-Redsun
- 2009 - KISS - Sonic Boom
- 2010 - Avantasia - The Wicked Symphony
- 2010 - Bruce Kulick BK 3
- 2010 - Avantasia - Angel of Babylon
- 2011 - Michael Schenker - By invitation Only
- 2011 - Kuni Rock Vol.1
- 2012 - KISS - Monster